# Walter Anderson (folklorist)
Walter Arthur Alexander Anderson, född 10 oktober 1885 i Minsk, Vitryssland, Kejsardömet Ryssland, död 23 augusti 1962 i Kiel, Schleswig-Holstein, Tyskland, var en balttysk sagoforskare och folklorist.
Anderson var 1920–1939 professor i Tartu, 1939–1945 i Königsberg, därefter i Kiel. Han var sin tids främste teoretiker inom den historisk-geografiska sagoforskarskolan. Anderson invaldes som ledamot av Gustav Adolfs Akademien 1934.